# Ampulex bryanti
Ampulex bryanti är en  stekelart som beskrevs av Turner 1914. Ampulex bryanti ingår i släktet Ampulex och familjen Ampulicidae. Inga underarter finns listade i Catalogue of Life.